# Новий Коврай
Новий Ковра́й (колишні назви — Новотроїцьке, Першотравневе) — село в Україні,у Золотоніському районі Черкаської області. Входить до складу Іркліївської сільської громади. Населення становить 445 осіб.

## Назва
19 вересня 2024 року Верховна Рада підтримала перейменування села Першотравневе на Новий Коврай. 26 вересня 2024 року перейменування набуло чинності.

## Населення

### Мова
Розподіл населення за рідною мовою за даними перепису 2001 року:
| Мова       | Кількість | Відсоток |
| ---------- | --------- | -------- |
| українська | 435       | 97.75%   |
| російська  | 9         | 2.02%    |
| білоруська | 1         | 0.23%    |
| Усього     | 445       | 100%     |

## Географія
Розташоване на обох берегах лівої притоки Дніпра — Коврай. Південна, правобережна, менша частина села, носить назву Журбин хутір.
У селі народився Михновський Дмитро Константинович (1902-1984) - вчений генетик-селекціонер у галузі вівчарства, талановитий викладач вищої школи.